# Švédské velvyslanectví v Praze
Švédské velvyslanectví v Česku se nachází na Hradčanech v Praze, v ulici Úvoz, číslo 13. Nachází se poblíž Strahovského kláštera. Z velvyslanectví je výhled na zbytek Prahy, protože budova, která se jmenuje „Na krásné vyhlídce“, se nachází na kopci. Od velvyslanectví až k Petřínu vede pěší stezka pojmenovaná po švédském diplomatu Raoulu Wallenbergovi, který zachránil tisíce Židů před holocaustem. Na velyslanectví pracují čtyři úředníci ze Švédska a pět místních zaměstnanců. Úkolem je poskytovat služby švédským občanům v Česku a podpora švédské kultury a obchodu v hostitelské zemi.

## Vedoucí mise
| Jméno                    | Období     | Titul                         | Akreditace                                 |
| ------------------------ | ---------- | ----------------------------- | ------------------------------------------ |
| Gerhard Löwen            | 1921–1932  | Vyslanec                      |                                            |
| Knut Richard Thyberg     | 1931–1933  | Chargé d’affaires (jednající) |                                            |
| Joen Lagerberg           | 1932–1935  | Chargé d’affaires             |                                            |
| Joen Lagerberg           | 1935–1937  | Vyslanec                      |                                            |
| Folke Malmar             | 1937–1939  | Vyslanec                      |                                            |
| Torsten Hammarström      | 1945–1947  | Vyslanec                      |                                            |
| Wilhelm Winther          | 1947–1950  | Vyslanec                      |                                            |
| Sven Allard              | 1951–1954  | Vyslanec                      | Také akreditován pro Budapešť.             |
| Carl Olof Gisle          | 1954–1959  | Vyslanec                      |                                            |
| Karl Fredrik Almqvist    | 1959–1962  | Velvyslanec                   |                                            |
| Harry Bagge              | 1963–1969  | Velvyslanec                   | Také akreditován pro Budapešť 1963–1964.   |
| Agda Rössel              | 1969–1953  | Velvyslanec                   |                                            |
| Carl-George Crafoord     | 1973–1976  | Velvyslanec                   |                                            |
| Marc Giron               | 1976–1977  | Velvyslanec                   |                                            |
| Sigge Lilliehöök         | 1978–1979  | Velvyslanec                   |                                            |
| Bengt Rösiö              | 1979–1981  | Velvyslanec                   |                                            |
| Olof Skoglund            | 1981–1985  | Velvyslanec                   |                                            |
| Karl-Vilhelm Wöhler      | 1985–1988  | Velvyslanec                   |                                            |
| Lars-Åke Nilsson         | 1988–1991  | Velvyslanec                   |                                            |
| Lennart Watz             | 1992–1996  | Velvyslanec                   | Také akreditován pro Bratislavu 1993–1996. |
| Ingmar Karlsson          | 1996-2001  | Velvyslanec                   | Také akreditován pro Bratislavu.           |
| Harald Fälth             | ????–2006  | Velvyslanec                   |                                            |
| Catherine von Heidenstam | 2006-2010  | Velvyslanec                   |                                            |
| Annika Jagander          | 2011–2016  | Velvyslanec                   |                                            |
| Viktoria Li              | 2016–2020  | Velvyslanec                   |                                            |
| Fredrik Jörgensen        | 2020–dosud | Velvyslanec                   |                                            |

## Historie budovy
Palácovou vilu si nechal postavit český právník a diplomat JUDr. Josef Růžička (1889–1942) v roce 1928 pro sebe a svoji rodinu. Do 20. let 20. století na tomto místě stával hostinec „Na krásné vyhlídce“ a nová budova si tento název ponechala. Vila byla navržena architektem Tomášem Šaškem. Dalším obyvatelem domu „Na krásné vyhlídce“ byl zeť Josefa Růžičky – spisovatel a ornitolog Veleslav Wahl. V domě v podkroví našla (v letech 1928 až 1994) svůj domov i automobilová závodnice Eliška Junková. V roce 1945 si švédská ambasáda pronajala od Anny, vdovy po zavražděném JUDr. Josefu Růžičkovi, část budovy a Annu v ní nechala bydlet. V roce 1948 byla budova znárodněna a ohroženou Annu dál chránila švédská ambasáda. Po pádu komunistického režimu v listopadu 1989 byla budova vrácena zpět rodině původních majitelů. Tatiana, dcera Anny Růžičkové, svoji polovinu domu darovala švédské ambasádě jako poděkování za to, jak se starala o její matku. Druhou polovinu nemovitosti odkoupila švédská ambasáda od jiného vlastníka, takže od roku 1993 patří už celý objekt ambasádě .

### JUDr. Josef Růžička
JUDr. Josef Růžička (13. července 1889 – 23. května 1942) byl český právník a diplomat. Před druhou světovou válkou byl majitelem brusírny diamantů v Turnově a vlastníkem několika nemovitostí. Od roku 1932 působil také jako honorární konzul republiky Panama s právem vydávat víza. Za protektorátu se zapojil do protiněmecké činnosti (vydával panamská víza československým židům k vycestování z protektorátu a tím jim umožnil zachránit si život před nacistickou perzekucí). (Vydával také víza Židům ze Slovenského štátu, Rakouska a Polska. Pomohl odejít do bezpečí exilu minimálně osmdesáti německým antifašistům pronásledovaným z politických důvodů.)
V roce 1996 byla náhodně nalezena (vesměs jím) ručně psaná evidenční „Kniha vystěhovaleckých víz do Panamy od roku 1929 do roku 1939“. Ze zápisů byla na první pohled patrná nesrovnalost: V letech 1929 až 1937 bylo vydáno jen 9 víz, zatímco od roku 1938 do roku 1939 už to bylo asi 1500 víz vydaných převážně osobám s židovskými jmény a s různými národnostmi (jednalo se o české, polské, rakouské a německé Židy).
JUDr. Josef Růžička byl ale udán příslušníkem gestapa, který bydlel nejspíše v sousedství jeho domu. Dne 4. října 1941 byl Růžička ve svém domě zatčen gestapem a deportován nejprve na tři měsíce do věznice gestapa v Malé pevnosti v Terezíně a poté byl vězněn v koncentračním táboře Mauthausen. Intervence protektorátního prezidenta Emila Háchy nebyla nic platná. Druhou světovou válku Josef Růžička nepřežil, dne 23. května 1942 byl v KT Mauthausen zavražděn (ubit dozorcem na schodech do kamenolomu). Jeho osud připomíná kámen zmizelých instalovaný v dlažbě před budovou švédského velvyslanectví.

### Veleslav Wahl
Ornitolog Veleslav Wahl byl zetěm JUDr. Josefa Růžičky, neboť se oženil s jeho dcerou Taťánou Růžičkovou. Veleslav Wahl během druhé světové války působil v domácím odboji. Založil mládežnickou zpravodajskou skupinu, která se v roce 1943 spojila se skautskou odbojovou skupinou, a v květnu 1945 již velel celé Zpravodajské brigádě v síle tří praporů, tzn. velel skupině čítající asi 2000 odbojářů. Za svoji protiněmeckou činnost dostal po skončení druhé světové války Československý válečný kříž a další dvě vyznamenání. Ke konci druhé světové války se Wahl seznámil s československý vojákem, příslušníkem britského paravýsadku Platinum-Pewter, kapitánem Jaromírem Nechanským, který byl v pražském květnovém povstání 1945 vojenským pověřencem České národní rady. V době květnového povstání 1945 a bezprostředně po skončení druhé světové války byl Veleslav Wahl nejmladším členem České národní rady. Po komunistickém převratu v únoru 1948 se Veleslav Wahl zapojil do činnosti odbojové skupiny majora Jaromíra Nechanského a pomáhal organizovat domácí 3. odboj. Nechanský se pokusil vytvořit zpravodajskou skupinu Holub–Slavík (H–S). Nechanský i Wahl se však stali oběťmi provokace náčelníka kontrarozvědky. V srpnu 1949 StB zatkla jednoho z příslušníků skupiny H–S. Dne 30. srpna 1949 byl Jaromír Nechanský odeslán na dovolenou a 4. září 1949 byl zatčen a obviněn z velezrady, vyzvědačství a spolčení proti republice, za což byl dne 14. června 1950 odsouzen k trestu smrti, ztrátě hodnosti a vyznamenání. Veleslav Wahl byl zatčen počátkem září 1949 a dne 22. dubna 1950 byl odsouzen k trestu smrti. Nechanský i Wahl byli popraveni v pankrácké věznici dne 16. června 1950 v ranních hodinách. Na fasádě domu „Na krásné vyhlídce“ připomíná Veleslava Wahla pamětní deska z projektu Poslední adresa. 

### Eliška Junková
Po smrti svého manžela finančníka, bankéře a československého automobilového závodníka Čeňka Junka se v roce 1928 přestěhovala Eliška Junková do bytu v podkroví domu „Na krásné vyhlídce“ (na adrese: Úvoz 156/13, Praha 1-Hradčany), kde žila až do své smrti (do roku 1994). V roce 2000 byla odhalena na budově pamětní deska, na níž je ovšem chybně uveden rok, kdy začala v domě bydlet (1930 místo správného 1928).

## Fotogalerie

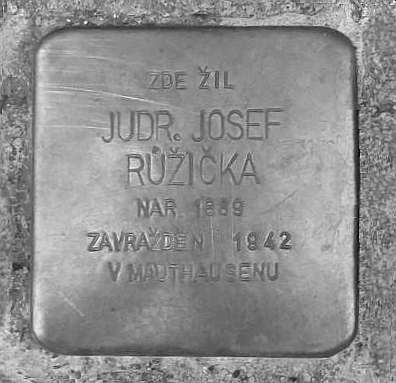
JUDr. Josef Růžička: kámen zmizelých s textem: Zde žil / JUDr. Josef / Růžička / nar. 1889 / zavražděn 1942 / v Mauthausenu
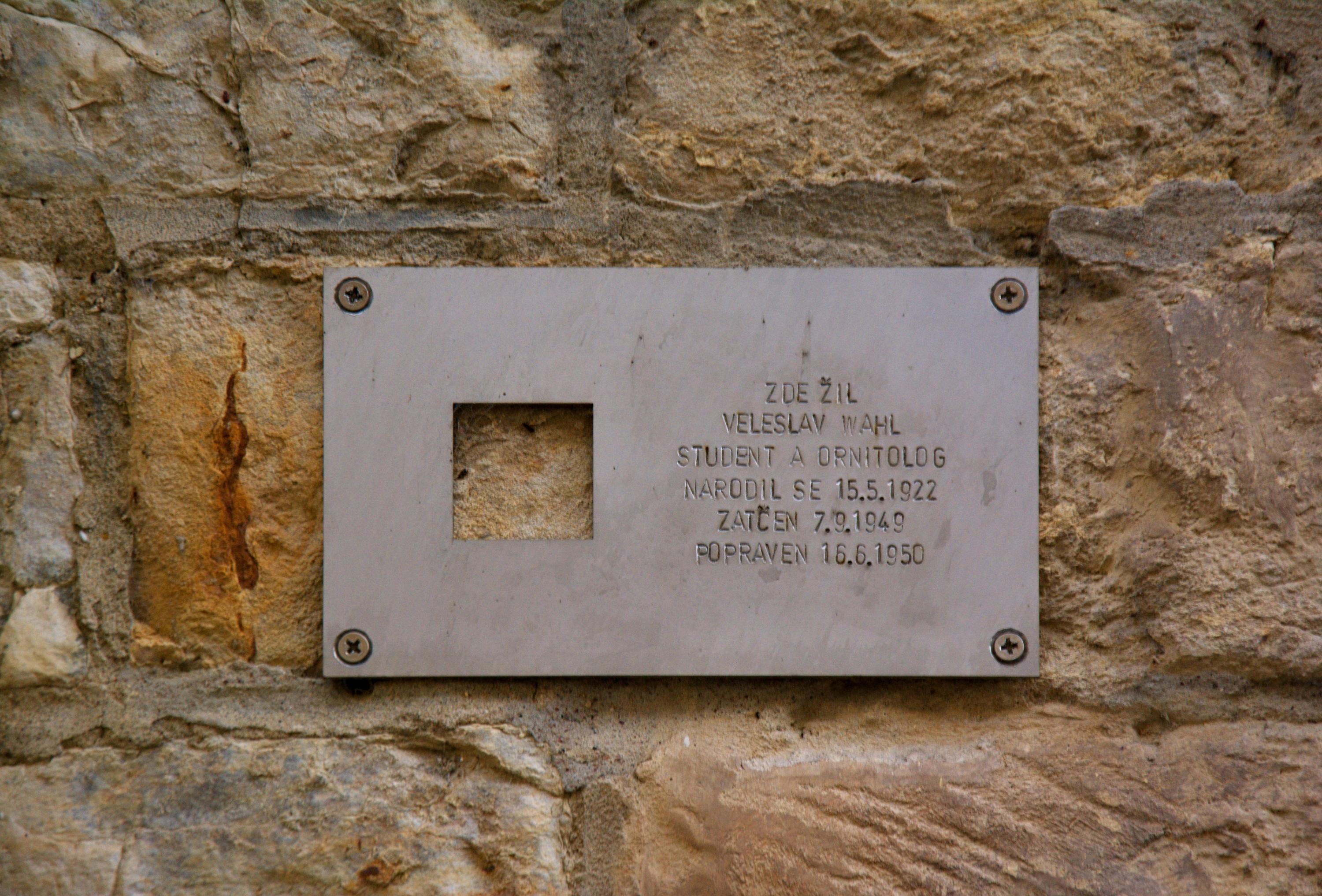
Pamětní deska Veleslava Wahla s textem: Zde žil / Veleslav Wahl / student a ornitolog / narodil se 15. 5. 1922 / zatčen 7. 9. 1949 / popraven 16. 6. 1950
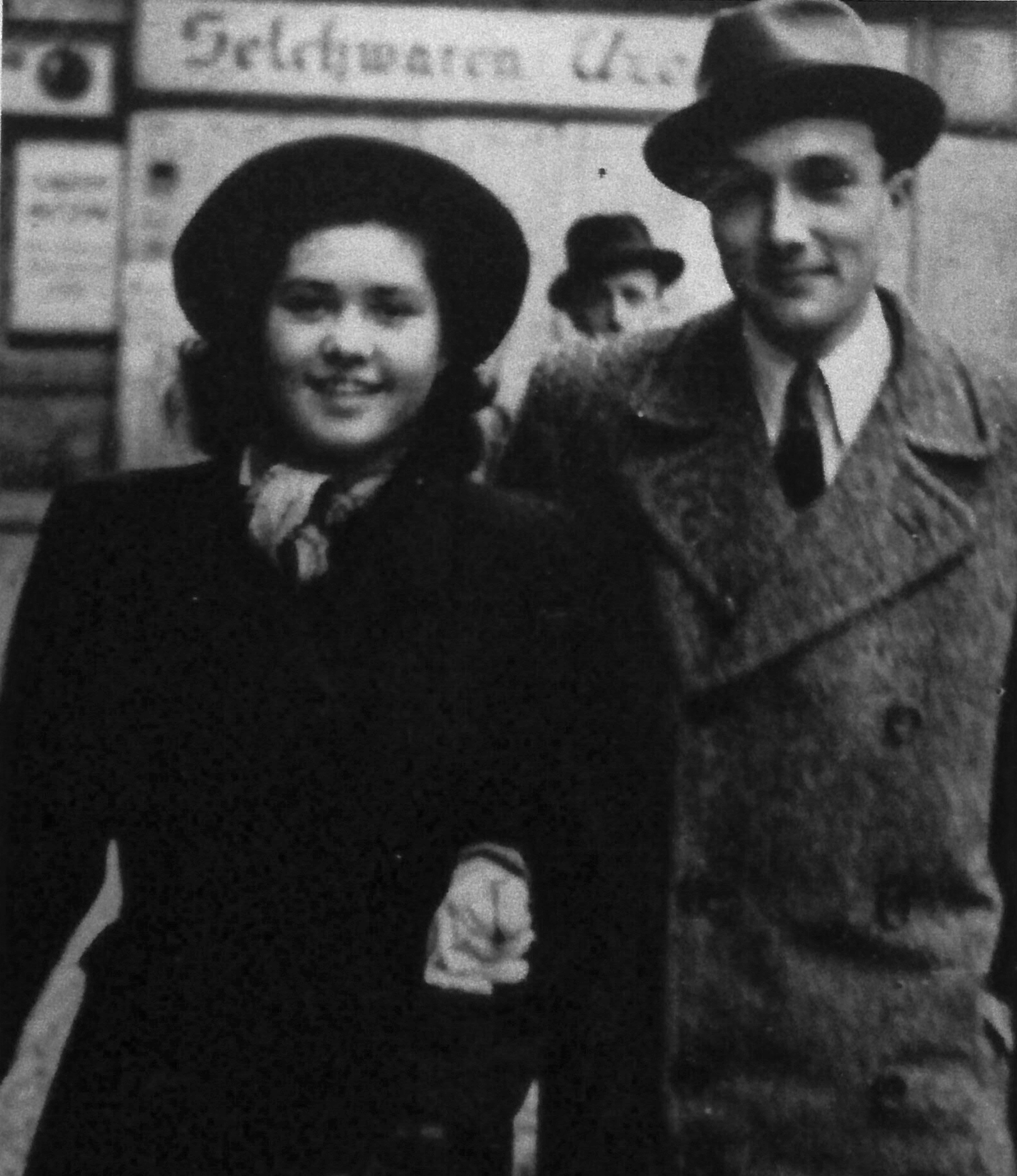
Veleslav Wahl s manželkou Taťánou Wahlovou–Růžičkovou (před rokem 1946)
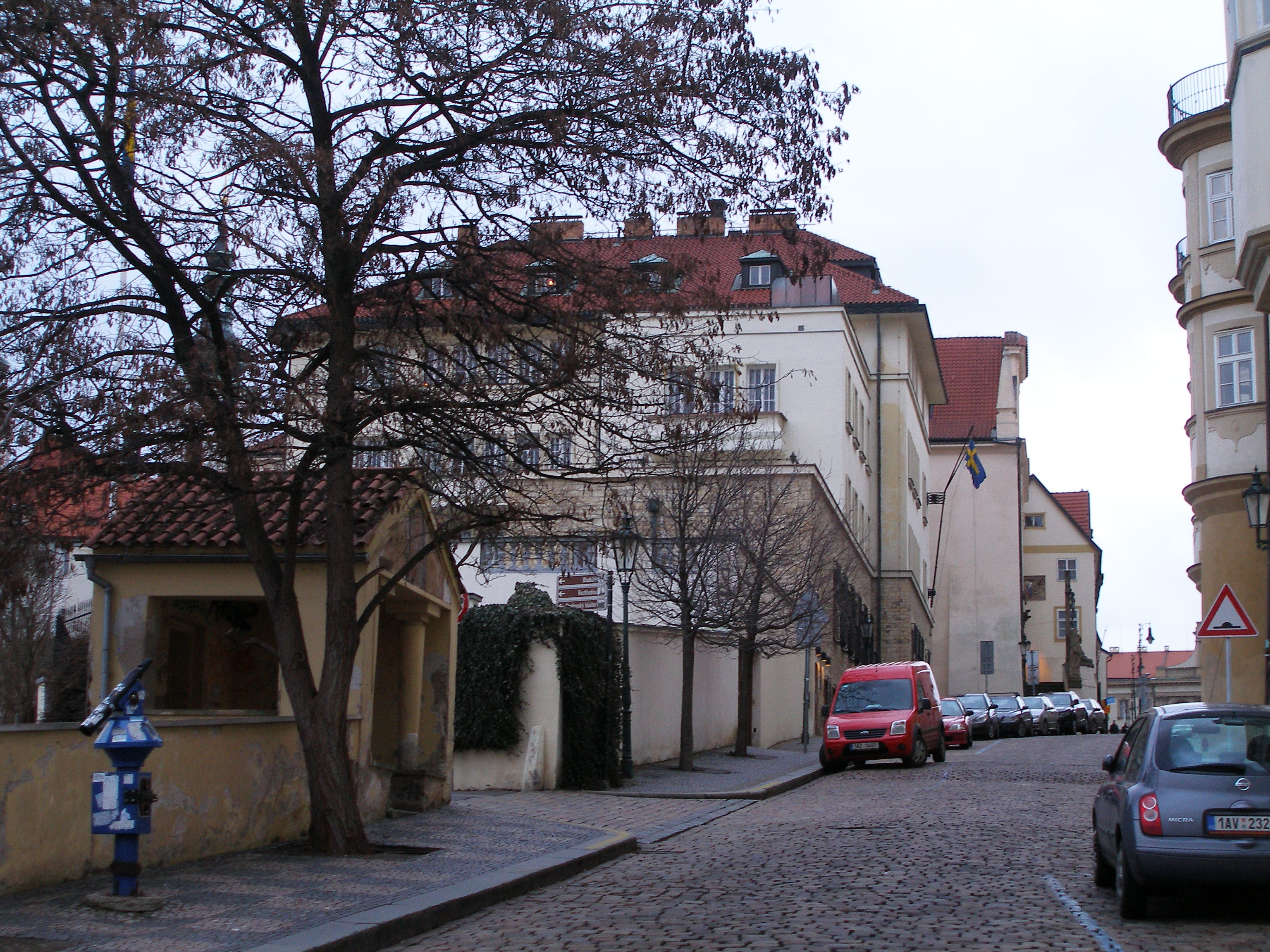
Budova švédského velvyslanectví v Praze, v níž dříve bydlela i Eliška Junková
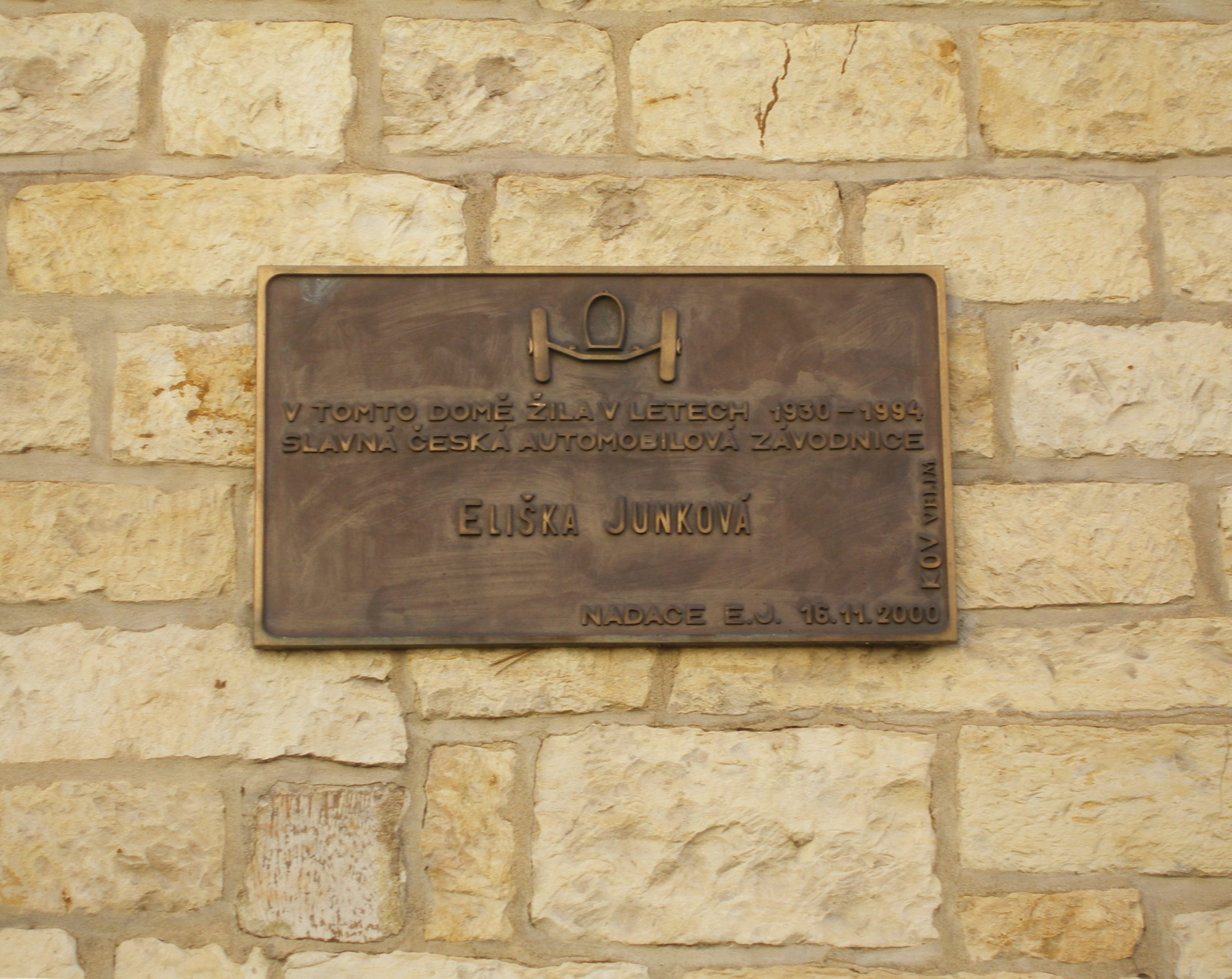
Pamětní deska na domě, ve kterém Eliška Junková bydlela
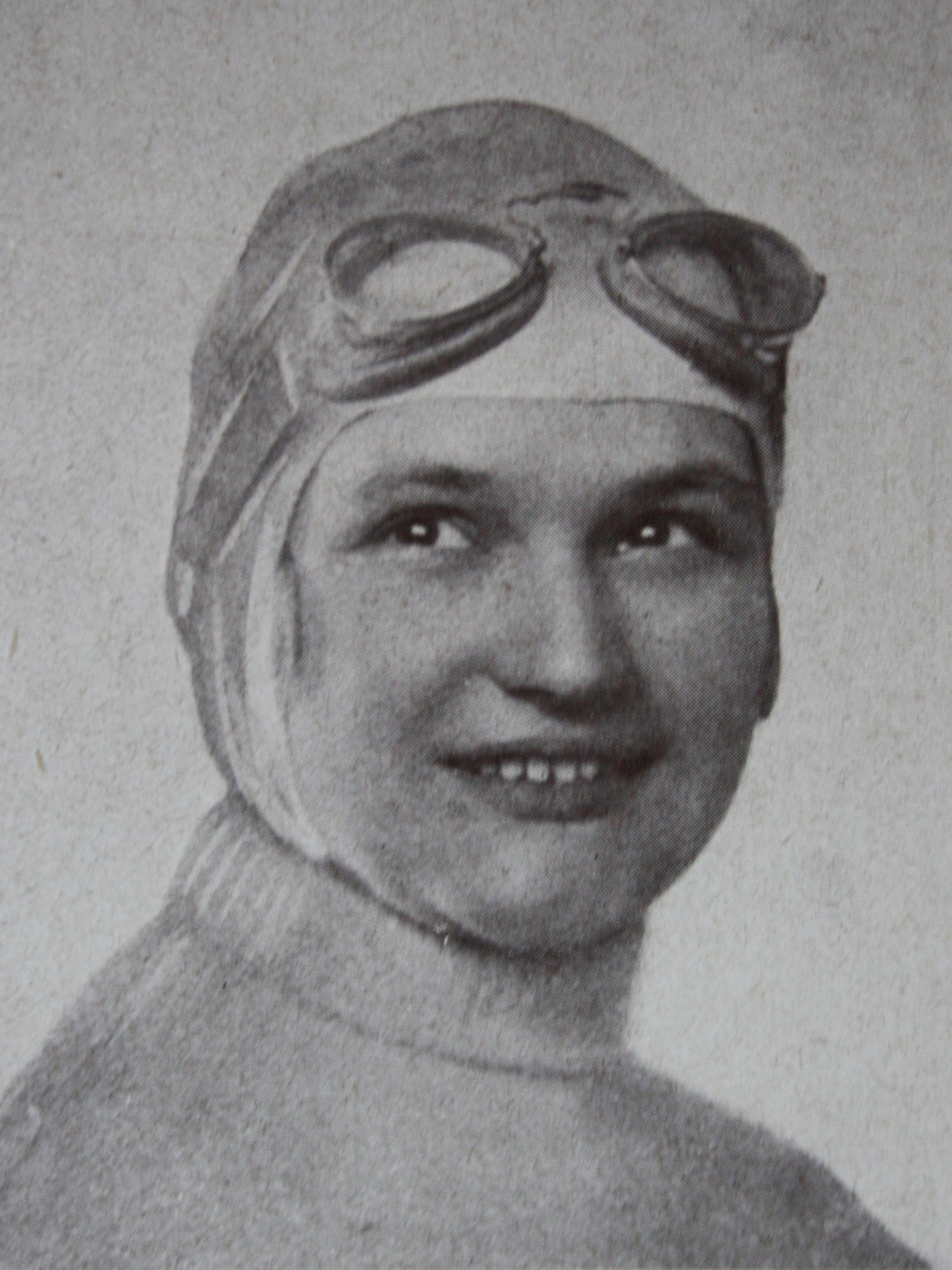
Česká automobilová závodnice Eliška Junková